# Gidslet
Gidslet è un film muto del 1914 diretto da Martinius Nielsen e interpretato dal famoso attore svedese August Falck. Tra gli altri interpreti, Gerda Krum-Juncker, Emmanuel Larsen, Peter Palludan, l'attrice bambina Alix Aase Ayoé Alber.

## Trama
Al rientro dopo un colpo, Beppo e la sua banda di malviventi sono di pessimo umore perché uno di loro è stato catturato, un insulto per l'amor proprio di Beppe, deciso a riprendersi il suo uomo. Bernardi, a capo della polizia, vuole ripulire il paese dalla gang, ma nessuno è mai riuscito a prendere i banditi che, ogni volta, riescono a fuggire per andare a nascondersi nel loro covo, ignoto a tutti. Stanco di quella che sembra una missione impossibile, Bernardi si rinfranca a casa, dove lo attendono la bella moglie e la loro bambina. Quella notte, i fuorilegge fanno un tentativo per liberare il loro compare, disponendosi come una piramide umana per arrivare alla finestra della cella. Ma le loro manovre rompono il silenzio della notte, mettendo in allarme gli agenti, e i banditi sono costretti a fuggire senza poter portare a buon fine la loro missione. Beppo, allora, si dirige verso la casa di Bernardi, il suo nemico dove trova la moglie, paralizzata dal terrore. L'uomo rapisce la bambina senza trovare resistenza, rifugiandosi poi nell'isola dove si trova il loro covo. Bernardi riceve un messaggio ricattatorio portatogli da un ragazzino cieco, messaggio che gli intima di rilasciare il prigioniero entro tre giorni. L'infelice signora Bernardi, che teme per la vita della figlia, cede alla minaccia e, prese le chiavi della cella, vuole liberare il prigioniero. Ma Bernardi la ferma, rimproverandola per la sua debolezza. I tre giorni passano. I banditi si sono giocati il compito di far fuori la piccola e, a "vincere", è uno storpio. L'uomo, a causa della sua malformità, viene spesso maltrattato dagli altri componenti della banda, soprattutto dal malvagio Beppo, e lui, per vendicarsi, decide per una condotta molto diversa. Nasconde la bambina tra gli anfratti delle rocce che circondano l'isola, un luogo irraggiungibile se non per mezzo di corde, e chiede a Bernardi di scambiare l'ostaggio contro una grossa cifra. Bernardi, per salvare la figlia in pericolo, si affretta a trovare il denaro consegnandolo al ricattatore che, mantenendo il patto, lo porta al nascondiglio. Padre e figlia sono ancora nascosti nell'isola quando lo storpio invia un telegramma alla polizia. Gli agenti, così avvisati, circondano il covo dei banditi e, durante l'assalto, ne uccidono o catturano quasi tutti i membri. Beppo, sfuggito alla cattura, si trova davanti lo storpio: i due nemici lottano selvaggiamente, rotolando alla fine verso il precipizio sul mare che li inghiotte entrambi. Bernardi, invece, torna a casa dove riporta il sole in casa quando la moglie vede finalmente salva la loro bambina.

## Produzione
Il film fu prodotto dalla Dania Biofilm Kompagni. Una fonte riporta tra gli attori il nome di Benjamin Christensen.

## Distribuzione
In Danimarca, il film fu distribuito dalla Kinografen che lo presentò nella propria sala di Copenaghen il 25 marzo 1914. La Dania Biofilm lo distribuì negli Stati Uniti nel maggio 1914 con il titolo The Hostage. La censura svedese riporta la durata del film in 1147 metri